# Agnes Bøg
Agnes Bøg (født 28. januar 2000 i Hareskovby) er en cykelrytter fra Danmark, der kører for Team Friis ABC ACR. Siden 2020 har hun læst jura på Københavns Universitet.